# Carl-Hermann Risse
Carl-Hermann Risse (* 20. August 1942 in Dresden; † 18. Oktober 2022 in Berlin) war ein deutscher Schauspieler und Regisseur.

## Leben
Risse wuchs in Dresden auf. Nach seinem Schulabschluss absolvierte er eine Lehre zum Maurer und studierte danach von 1962 bis 1964 am Schauspielstudio Dresden. Nach dem Abschluss des Studiums folgten erste Engagements am Theater der Altmark in Stendal und am Mecklenburgischen Staatstheater Schwerin. Kurz darauf begann er seine 18-jährige Tätigkeit an der Berliner Volksbühne.
Risse wirkte als Schauspieler vor der Kamera von 1968 bis 1999 in mehr als 50 Film- und Fernsehproduktionen mit. Er spielte in Filmen und Serien des Deutschen Fernsehfunks sowie auch in DEFA-Spielfilmproduktionen mit. Risse war als Darsteller – bis auf wenige Ausnahmen – zumeist in Nebenrollen besetzt. 
Risse war auch umfangreich für die DEFA als Synchronsprecher tätig. Zu seinen Synchronrollen zählte die Rolle des Zarensohns in dem sowjetischen Märchenfilm Die schöne Warwara aus dem Jahr 1970. Auch an der DEFA-Synchronisierung des US-Spielfilms Alle meine Söhne aus dem Jahr 1948 wirkte er mit. Er lieh dabei auch Schauspielern wie Burt Lancaster, Richard Deacon, John Ashton und Willy Rathnov seine Stimme.
Im Jahr 1981 führte Risse in Ost-Berlin erstmals Regie. Ab 1984 war er für fünf Jahre Oberspielleiter am Theater der Freundschaft. Ab 1990 war er als freischaffender Regisseur und Schauspieler tätig. So war er an Aufführungen am Deutschen Theater Berlin, am Maxim-Gorki-Theater sowie an den Theatern in Bremen, Graz, Esslingen am Neckar, Dessau, Heilbronn, Potsdam und im schwedischen Växjö tätig. Von 1995 bis 2007 lehrte Risse als Professor für Schauspielregie an der Hochschule für Schauspielkunst „Ernst Busch“ Berlin.
Sein Sohn Jorres Risse ist ebenfalls als Schauspieler tätig.
Carl-Hermann Risse starb im Oktober 2022 im Alter von 80 Jahren.

## Filmografie (Auswahl)

### Schauspieler
- 1969: Im Himmel ist doch Jahrmarkt
- 1971: Avantgarde (Theateraufzeichnung)
- 1973: Der kaukasische Kreidekreis
- 1974: Das Schilfrohr (Fernsehfilm)
- 1975: Polizeiruf 110: Heiße Münzen (Fernsehreihe)
- 1975: Steckbrief eines Unerwünschten (Fernsehfilm)
- 1977: Dantons Tod (Studioaufzeichnung)
- 1977: Zweite Liebe – ehrenamtlich (Fernsehfilm)
- 1978: Polizeiruf 110: Schuldig
- 1978: Marx und Engels – Stationen ihres Lebens
- 1978: Geschlossene Gesellschaft (Fernsehfilm)
- 1978: Ein Kolumbus auf der Havel (Fernsehfilm)
- 1979: Polizeiruf 110: Am Abgrund
- 1980/1990: Der Staatsanwalt hat das Wort: Risiko (Fernsehreihe)
- 1980: Polizeiruf 110: Der Hinterhalt
- 1980: Die Heimkehr des Joachim Ott (Fernsehfilm)
- 1980: Ich will nach Hause
- 1980: Salz und Brot und gute Laune
- 1981: Hochhausgeschichten
- 1981: Der Sturz
- 1982: Benno macht Geschichten
- 1982: Dein unbekannter Bruder
- 1983: Die lieben Luder
- 1983: Polizeiruf 110: Auskünfte in Blindenschrift
- 1983: Olle Henry
- 1984: Mensch, Oma! (Fernsehreihe)
- 1983: Polizeiruf 110: Der Selbstbetrug
- 1985: Meine Frau Inge und meine Frau Schmidt
- 1985: Weiße Wolke Carolin
- 1986: Fahrschule
- 1986: Startfieber
- 1986: Johann Strauß – Der König ohne Krone
- 1986: Polizeiruf 110: Gier
- 1988: Mit Leib und Seele
- 1992: Miraculi
- 1999: Polizeiruf 110: Sumpf

### Regisseur
- 1986: Der Vogelkopp
- 1986: Der Elterntauschladen

## Theater

### Schauspieler
- 1968: Armand Gatti: V wie Vietnam – Regie: Hans-Joachim Martens / Wolfgang Pintzka (Volksbühne Berlin)
- 1969: William Shakespeare: Troilus und Cressida (Archilles) – Regie: Hannes Fischer (Volksbühne Berlin)
- 1970: Bertolt Brecht: Der gute Mensch von Sezuan – Regie: Benno Besson (Volksbühne Berlin)
- 1971: Heiner Müller: Weiberkomödie (Parteisekretär) – Regie: Fritz Marquardt (Volksbühne Berlin)
- 1973: André Müller: Das letzte Paradies – Regie: Benno Besson (Volksbühne Berlin)
- 1975: Carlo Gozzi: Das schöne grüne Vögelchen (Brighella) – Regie: Ernstgeorg Hering / Helmut Straßburger (Volksbühne Berlin)

### Regisseur
- 1984: Boris Aprilow: Timmi (Theater der Freundschaft Berlin)
- 1985: Horst Hawemann: König Drosselbart und das Mädchen Prinzessin (Theater der Freundschaft)
- 1986: Horst Hawemann: Die Katze (Theater der Freundschaft)
- 1987: Molière: Der Tartuffe (Theater der Freundschaft)
- 1988: Carlo Gozzi: Der König Hirsch (Theater der Freundschaft)
- 1988: Michael Frayn: Der nackte Wahnsinn (Theater im Palast)
- 1989: Ken Campbell: Die Schlündelgründler (Theater der Freundschaft)
- 1989: Ken Campbell: Mr. Pilks Irrenhaus (Theater der Freundschaft)
- 1990: Jehoschua Sobol: Ghetto (Maxim-Gorki-Theater, Berlin)
- 1991: Peter Turrini: Der Minderleister (Deutsches Theater Berlin)
- 2012: Fitzgerald Kusz: Lametta (Stadttheater Konstanz)
- 2013: Carlo Goldoni: Corallina – oder die Beste aller Frauen (Theater Rudolstadt auf der Heidecksburg)

- Der König Hirsch (Stadttheater Konstanz)
- Der Tartüff (Stadttheater Konstanz)
- Der Vogelkopp (Stadttheater Konstanz)
- Die Insel (Stadttheater Konstanz)
- Die Katze (Stadttheater Konstanz)
- Die Schlündelgründler (Stadttheater Konstanz)
- Die Sklaveninsel (Stadttheater Konstanz)
- Erpressung (Stadttheater Konstanz)
- Fazz & Zwoo (Stadttheater Konstanz)
- Hans im Märchen - 3 Geschichten nach Grimm (Stadttheater Konstanz)
- König Drosselbart und das Mädchen Prinzessin (Stadttheater Konstanz)
- Mr. Pilks Irrenhaus (Stadttheater Konstanz)
- Stellungnehmen (Stadttheater Konstanz)
- Timmi (Stadttheater Konstanz)

## Hörspiele
- 1971: Heinrich Mann: Die Jugend des Königs Henri Quatre – Regie: Fritz Göhler (Rundfunk der DDR)
- 1972: Guy Foissy: Am Anfang der Reise – Regie: Peter Groeger (Rundfunk der DDR)
- 1973: Henryk Bardijewski: Porträt eines älteren Herrn mit Buch (Taxifahrer) – Regie: Edward Placzek (Hörspiel – Rundfunk der DDR)
- 1974: Kurt Belicke: Unter den Linden (Herbert) – Regie: ? (Hörspiel – Rundfunk der DDR)
- 1974: Joachim Walther: Randbewohner – Regie: Werner Grunow (Rundfunk der DDR)
- 1976: Joachim Brehmer: Meine Frau Inge und meine Frau Schmidt (Hobler) – Regie: Achim Scholz (Rundfunk der DDR)
- 1985: Hans Fallada: Geschichten vom Mäuseken Wackelohr und von der gebesserten Ratte (Mäuserich Zahnlücke) – Regie/Bearbeitung: Peter Brasch (Kinderhörspiel – Litera)